# Pousse-café
Pousse café is een recept uit 'How to Mix Drinks'. Het is een  mix bestaande uit meerdere laagjes likeur, die als gevolg van hun verschillend soortelijk gewicht op elkaar drijven en zo een gamma van kleuren in het glas te zien geven, alsof er een schilder aan het werk is geweest. Cocktails als de pousse-l’amour bestaan uit meerdere laagjes, bijvoorbeeld cognac, gevolg door vanilla cordial en daaronder maraschino. 
De klassieker die bekendstaat onder de naam ‘pousse’ komt al voor in de bekende gids voor barkeepers van Jerry Thomas: The Bon Vivant’s Companion or How to Mix Drinks. Uitgegeven in 1862 was het een van de eersten in zijn soort. Het boek van Thomas geeft vier mogelijke combinaties van ‘pousse’ cocktails. Een is afkomstig van de barkeeper van de Santina’s Saloon in New Orleans en dateert uit 1850. De eigenaar van de French Saloon in New York, de heer Faivre, geeft een ander recept en als derde wordt een uit Parijs afkomstige receptuur gegeven onder de naam Parisian pousse-café, te drinken na een diner bij een kopje koffie. Als laatste geeft dit boek van Thomas een recept voor de pousse-l’amour. 
Om de pousse-café te maken moet laagje voor laagje de drank in het glas gegoten worden,  Men gebruikt een hoog glas met een rechte rand. De likeuren worden opeenvolgend naar soortelijk gewicht in het glas gegoten; de zwaarste als eerste. Zo komen ze in het glas zonder zich met elkaar te vermengen - volgens de principes van capillariteit, oppervlaktespanning, oppervlaktes zonder kromming en het elastische laagje dat het oppervlak van een vloeistof vormt.